# Об'єм сприйняття
Об'єм сприймання. Визначається тим, скільки предметів людина може сприйняти одномоментно – це 4-8 одиниць.
Види сприймання розрізняють за: 1) конкретним змістом об'єкту (сприймання тексту, мистецтва, природи, навчального матеріалу); 2) формами існування матерії (часу, простору, руху); 3) провідним аналізатором (зорове, слухове, нюхове, смакове, дотикове, кінестетичне або рухове).
Сприймання простору включає сприймання форми, розміру, віддаленості і напрямку розташування предметів. Всі ці характеристики визначаються у співвідношенні з положенням тіла суб'єкта. Сприймання простору відбувається в процесі рухової діяльності і становить вищий рівень аналітико- синтетичної діяльності, яку називають просторовим аналізом. Особливу роль відіграє руховий аналізатор, що фіксує напрямок і траєкторію руху певних ділянок тіла (око і рука рухаються за контуром, і в результаті формується образ форми). Важлива роль функціональної асиметрії півкуль мозку. Сприйманню простору сприяють зв'язки між півкулями головного мозку та відповідно симетрична будова аналізаторів. Бінокулярний зір забезпечує зображення у трьох вимірах; бінауральний слух дозволяє визначати розташування подразника, його віддаленість і напрямок; бімануальний дотик – сприймання форми і величини; дири- нічний нюх – сприймання напряму розташування джерела запаху.
Сприймання часу полягає у визначенні тривалості, швидкості, послідовності явищ і забезпечується системою аналізаторів. Фізіологічною основою сприймання часу є ритмічна зміна процесів збудження і гальмування в корі головного мозку. Сприймання ритму забезпечують кінестетичний і слуховий аналізатори. Помилки у сприйманні часу залежать від характеру діяльності в оцінюваний проміжок часу. Періоди бездіяльності здаються довшими (переоцінюються), тривалість цікавої роботи здається коротшою (недооцінюється). Точність сприймання часу впливає на організацію діяльності. Коли учень не вміє розрахувати свій час, він змушений виконувати завдання або поспіхом, або занадто повільно, що призводить до зниження його успіхів. Учитель на уроці також повинен звертати увагу на тривалість того чи іншого етапу роботи, вчасно починати й закінчувати його. Тому бажано для учнів давати завдання, повідомляючи, на який час розраховане їх виконання.